# Detonationsspritzen
Das Detonationsspritzen oder Flammschockspritzen ist ein thermisches Beschichtungsverfahren. Es unterscheidet sich vom Flammspritzen durch den diskontinuierlichen Verlauf.
In schneller Folge, bis über 10 Hz, werden in einem Kanone genannten Rohr wohldosierte Mengen Sauerstoff, Brenngas, z. B. Acetylen oder Propan, und Beschichtungspulver durch eine Zündvorrichtung zur Explosion gebracht. Das heiße Gas reißt die Pulverteilchen mit und heizt sie auf. Auf der präparierten Werkstoffoberfläche bildet sich eine dichte, fest haftende Schicht aus dem Pulvermaterial, z. B. Wolframcarbid. Nach jeder Explosion erfolgt ein Reinigungsspülen des Rohres mit Stickstoff.
Flammtemperaturen über 3000 °C, Partikelgeschwindigkeiten über 600 m/s, und Auftragsleistungen von 3 bis 6 kg/h werden erreicht. Diese werden in der Flammenfront aufgeheizt und treffen mit hoher Geschwindigkeit in einem gebündelten Strahl auf eine präparierte Werkstückoberfläche. Einsatzgebiete für diese Technik sind zum Beispiel Turbinenläufer und Plunger. Wobei das Verfahren seit den 1980er Jahren aber größtenteils durch das Hochgeschwindigkeit-Flammspritzen abgelöst wurde, welches ebenfalls sehr gute Schichtqualitäten bei höherer Auftragsleistung bietet.
Verwandte Verfahren:
Flammspritzen, Laserspritzen, Kaltgasspritzen, Lichtbogenspritzen, Plasma-Pulver-Auftragschweißen, Plasmaspritzen.